# 아르메니아 중앙은행
아르메니아 중앙은행(아르메니아어: Հայաստանի Կենտրոնական Բանկ)은 예레반에 본부를 두고 있는 아르메니아의 중앙은행이다. 아르메니아 중앙은행은 국가의 모든 지폐와 동전을 발행하고, 은행 부문을 감독하고 규제하며, 정부의 통화 보유고를 유지하는 책임을 지는 독립 기관이다. 아르메니아 중앙은행은 아르메니아 조폐국의 유일한 소유주이기도 하다.
그 은행은 금융 포함을 촉진하는 정책에 관여하고 있으며 금융 포함 연합의 회원이다.
2012년 7월 3일, 아르메니아 중앙은행은 마야 선언에 따라 재정 포함에 대한 구체적인 약속을 할 것이라고 발표했다.
2012년 9월 28일 글로벌 폴리시 포럼 2012에서 은행은 마야 선언에 따라 모바일 및 전자화폐와 같은 혁신적인 채널을 강조하여 가난한 사람들의 요구에 부응하는 민간 부문 제품의 출시를 장려하기 위한 추가 약속을 했다. 또한 금융 중재 사무소를 통해 신속하고 효과적이며 무료 불만 처리 시스템을 구현하고 규제 체계를 개선하여 소비자가 모든 서비스에 접근할 수 있는 정보, 보호 및 능력을 갖도록 한다.
현재 아르메니아 중앙은행 회장은 마틴 갈스티안이다.

## 구조

### CBA 관리
중앙은행 이사회는 중앙은행 경영의 최고 기관이다. 중앙은행 이사회는 회장, 그의 두 명의 대리인, 그리고 5명의 이사들로 구성되어 있다. 중앙은행 총재와 중앙은행 부총재는 직급에 따라 중앙은행 이사회에 포함된다. 중앙은행 총재는 중앙은행의 최고 관리이다. 의장은 이 법에 의해 정해진 목적을 달성할 책임이 있다. 의장이 없거나 직무를 수행할 수 없는 경우, 그는 그의 대리인 중 한 명에 의해 대체되며, 부재 또는 대리인에 의한 통치가 불가능한 경우, 중앙은행 이사회의 맏형 위원이 그의 직무를 대행한다. 의장은 국회의장이 임명하고, 6년 동안 대통령이 발표하며, 부의장은 대통령이 임명한다. 중앙은행 이사회의 위원은 아르메니아 대통령이 5년간 임명한다. 중앙은행 이사회의 구성원들은 중앙은행에서 다른 어떤 유급 직책도 맡을 수 없다. 중앙은행 의장은 중앙은행을 조정하고, 국제기구뿐만 아니라, 중앙은행을 대표하는 중앙은행의 업무를 보장하며, 중앙은행 이사회에 독점적으로 할당된 다른 권리를 시행한다. 의장, 그의 대리인 및 이사회 구성원은 어떤 당사자의 관리에서도 회원이 될 수 없으며, 과학적 연구, 교육학 및 창조 활동을 제외하고 다른 국가 직함을 보유하거나 기타 지불 가능한 업무를 수행할 수 없다.

## 재무 안정성 유지
아르메니아의 재정 안정을 책임지는 주요 기관은 아르메니아 공화국법 "중앙은행에 관하여"에서 규정하고 있는 중앙은행이다. 아르메니아 중앙은행의 목표 중 하나는 은행 시스템의 안정성, 유동성, 지불능력 및 적절한 기능을 제공하는 것을 포함하여 아르메니아 금융 시스템의 안정성과 적절한 기능을 유지하는 것이다. 아르메니아 중앙은행은 위험 평가 및 위험 감소, 금융 시스템 규제 및 감독 기능, 지급 시스템 감독, 그리고 예외적인 상황에서는 최후의 수단의 대출자 역할, 그리고 곤경에 처한 은행을 다루기 위한 해결 작업을 통해 상기 과제를 이행한다.

## 통화 정책
아르메니아 중앙은행(CBA)은 국가 기능을 가진 법적 기관이다. CBA의 주요 목표는 아르메니아 헌법 83.3조 및 아르메니아 중앙은행법 4조에 따른 물가 안정이다. CBA는 2006년 1월 1일부터 물가 전망치를 중간 목표로 하고 이자를 운용 목표로 하는 물가 목표 전략을 시행하고 있다. CBA는 아르메니아 국가 예산법에 규정되어 있고 아르메니아 국회가 승인한 대로 아르메니아 정부와 주요 목표를 조율한다. CBA는 통화정책 프로그램에 포함되어 있고 국회에 제출될 수 있는 중간 및 운영 목표 지표뿐만 아니라 시행되는 통화정책의 전략을 스스로 결정한다. 이 프로그램은 CBA가 목표를 달성하기 위해 사용하는 통화 정책의 주요 방향과 통화 수단을 개략적으로 설명한다. CBA는 또한 외환 정책을 시행한다.
아르메니아 중앙은행법의 적용을 받는 아르메니아 중앙은행은 2006년 1월부터 인플레이션 관리라는 새로운 틀을 공식적으로 채택해 인플레이션 목표 전략을 채택했다.

## 독립
중앙은행의 유일한 설립자는 아르메니아다. 중앙은행은 목표를 설정하고 이러한 목표 달성을 위한 도구를 결정하는 맥락에서 활동을 시행하는 데 있어 아르메니아 정부 당국과는 독립적이다. 가격과 재정 안정을 유지하기 위한 효과적인 정책을 시행하기 위해서는 독립성이 필요하다. 그렇게 함으로써, 중앙은행은 장기적으로 지속 가능한 경제 성장에 기여한다.

## 같이 보기
- 아르메니아 드람
- 아르메니아 증권거래소
- 아르메니아의 경제